# Waheed Alli

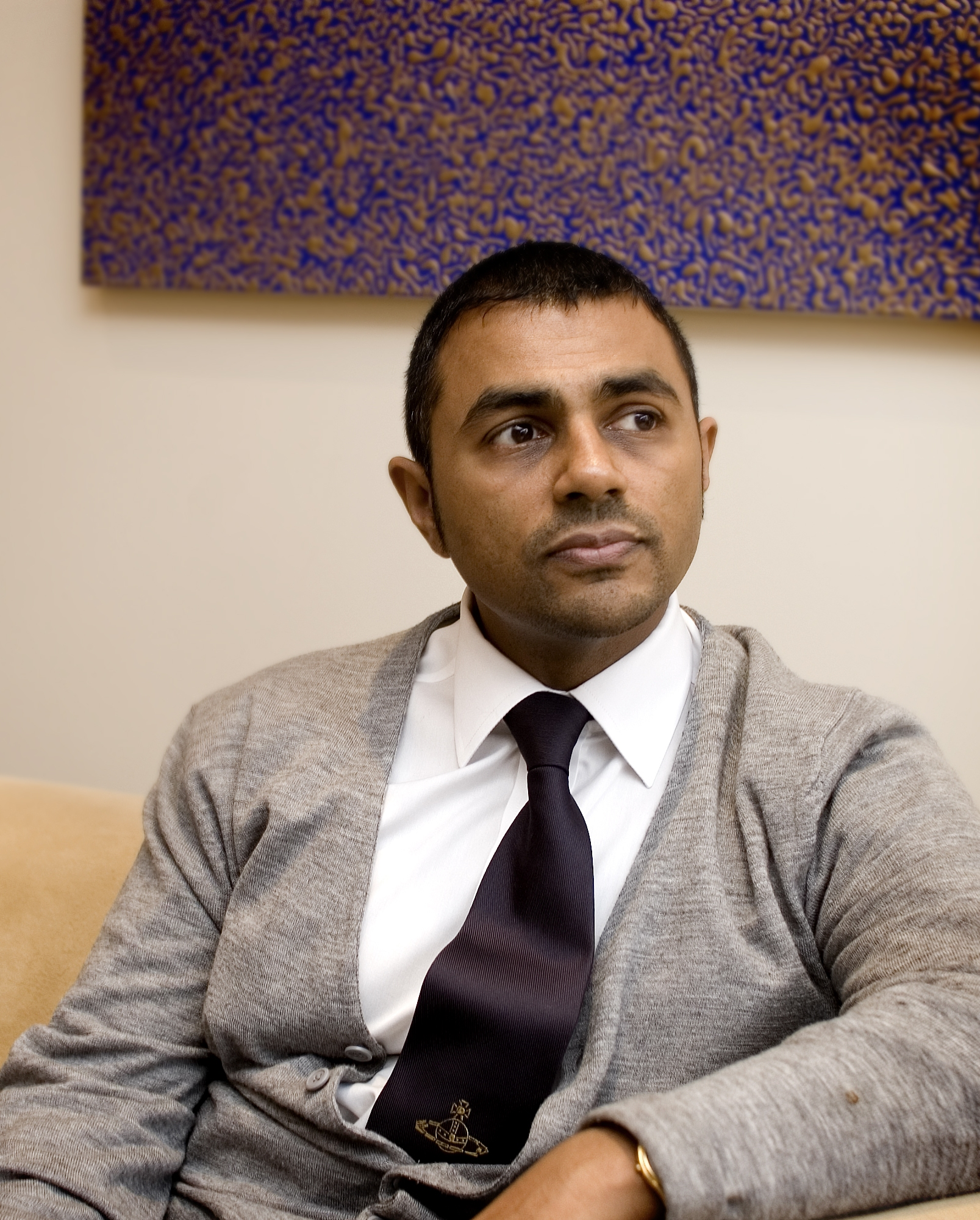
Waheed Alli

Waheed Alli, Baron Alli (* 16. November 1964 in Croydon, London) ist ein britischer Medienunternehmer und Politiker. Alli ist Mitgründer des Medienunternehmens Planet 24, einer Fernsehproduktionsfirma. Des Weiteren war er Vorsitzender von Carlton Television Productions. Als Politiker gehört Alli der Labour Party an und ist als Life Peer Mitglied des britischen House of Lords.

## Herkunft und Ausbildung
Seine Eltern entstammen indischen Familien, die sich im Rahmen des Britischen Weltreiches in der Karibik ansiedelten. Seine Mutter war Krankenschwester in Trinidad und Tobago und sein Vater als Mechaniker in Guyana tätig. Seine Mutter ist Hindu, sein Vater Muslim. Alli selbst wurde in London geboren und besuchte dort die Norbury Manor School in Croydon und das Stanley Technical College in South Norwood.

## Berufsweg als Unternehmer
Nach seiner Schulausbildung begann Alli für ein Finanzmagazin zu arbeiten und arbeitete sich im Mediengeschäft des Konzerns von Robert Maxwell hoch. Danach begann er eine zweite berufliche Karriere und begann als Investmentbanker zu arbeiten, wo es ihm gelang ein Vermögen zu verdienen.
Mitte der 1980er lernte er seinen Lebensgefährten Charlie Parsons kennen, mit dem er gegenwärtig zusammenlebt.
Die dritte berufliche Karreriere startete Alli in der Fernsehindustrie, wo er erstmals öffentliche Aufmerksamkeit im Vereinigten Königreich erlangte. Alli und Parsons starteten 24 Hours Productions, das im Vereinigten Königreich zum meist diskutiertesten Fernsehprogramm aufstieg. 1992 fusionierte das Unternehmen von Alli und Parsons mit dem Unternehmen Planet Pictures von Bob Geldof. Das fusionierte Unternehmen erhielt den Namen Planet 24. Das Unternehmen stieg in den 1990er Jahren zum größten Fernsehproduktionsunternehmen im Vereinigten Königreich auf. Das Unternehmen wurde der größte unabhängige Zulieferer für den Fernsehsender Channel Four.
Planet 24 war Vorreiter in neuen Genre-Fernsehprogrammen wie Gaytime TV, Big Breakfast und Survivor. Im März 1999 kaufte das Unternehmen Carlton Television Planet 24 für 15 Millionen £. Ein Jahr lang blieb Alli Vorstandsmitglied bei Carlton Television; er verließ das Unternehmen danach.
2003 übernahm Alli den Vorsitz im Medienunternehmen Chorion, das unter anderem die Rechte an den Autoren Enid Blyton und Agatha Christie hält. Des Weiteren ist Alli Vorsitzender von ASOS und Direktor von Olga Television (Produktionsunternehmen unter anderem vom Entertainer Paul O’Grady). Zudem hält Alli am Medienunternehmen Shine Limited Anteile, das er gemeinsam im März 2001 mit Elisabeth Murdoch, der Tochter vom Medienmagnaten Rupert Murdoch, gegründet hatte. Im März 2007 wurde Alli zum "non-executive" Direktor des Unternehmens SMG ernannt.

## Karriere als Politiker
Am 19. Juni 1998 wurde Alli als Baron Alli, of Norbury in the London Borough of Croydon, zum Life Peer ernannt. Alli wurde mit seiner Ernennung zum jüngsten und ersten offen schwulen Peer im House of Lords. Über Alli erreichte Premierminister Tony Blair einen stärkeren Zugang seiner Partei zur jüngeren Generation im Vereinigten Königreich, und seither wird Alli „Tony's cronies“ zugerechnet.
Alli gehört im House of Lords der Fraktion der Labour Party an und setzte sich dort für LGBT-Rechte und die Einführung der Civil Union ein. So erreichte Labour während dieser Zeit die Angleichung des Schutzalters für Homosexuelle von 18 Jahren auf 16 Jahre. Während parlamentarischer Auseinandersetzungen im House of Lords kam es zu heftigen Rededuellen mit einzelnen konservativen Mitgliedern.
So erklärte Alli in einem Rededuell im April 1999 im House of Lords: „Ich war nie verwirrt über meine Sexualität. Ich bin verwirrt worden über die Art, wie ich als Ergebnis davon behandelt werde. Die einzige Verwirrung liegt im aufgezeigten Vorurteil, teils heuteabend im Parlament, und zum großen Teil im Gesetz verankert.“
Alli war im House of Lords ebenso Vorkämpfer für die Aufhebung von Section 28. Alli beeinflusste 2003 das Gesetz Communications Bill.
International gehört Alli zu den wenigen offen schwul lebenden bekannten Muslimen.

## Privates Engagement
Alli ist Präsident vom Croydon Youth Development Trust. Croydon ist ein Stadtteil im Süden von London. Alli war 2006 Hauptredner auf der Internationalen Konferenz für LGBT Menschenrechte im Rahmen der Outgames in Montreal. 2002 wurde Alli Patron der Stiftung The Albert Kennedy Trust. Diese Stiftung hilft jungen LGBT-Menschen im Vereinigten Königreich. Alli ist Kanzler von der DeMontfort University in Leicester.